# تومي والاس
تومي والاس (بالإنجليزية: Tommy Lee Wallace) (و. 1949  م) هو كاتب سيناريو، ومنتج أفلام، ومخرج أفلام، ومونتير أمريكي، ولد في سومرست.

## التعليم
تعلم في جامعة أوهايو.

## وصلات خارجية
- تومي والاس على موقع IMDb (الإنجليزية)
- تومي والاس على موقع ألو سيني (الفرنسية)
- تومي والاس على موقع أول موفي (الإنجليزية)
- تومي والاس على موقع قاعدة بيانات الأفلام السويدية (السويدية)
- تومي والاس على موقع قاعدة بيانات الفيلم (الإنجليزية)
- تومي والاس على موقع كينوبويسك (الروسية)